# Pellorneum capistratum
La tordina coroninegra (Pellorneum capistratum) es una especie de ave paseriforme de la familia Pellorneidae endémica de la isla de Java. Algunos autores consideran que P. c. nigrocapitatum es una subespecie de esta.

## Distribución y hábitat
Se encuentra únicamente en la isla de Java. Su hábitat natural son los bosques húmedos tropicales de baja altitud.